# Piper PA-23
Il Piper PA-23, chiamato Apache e più tardi Aztec, è un aereo leggero bimotore a quattro/sei posti destinato al mercato dell'aviazione generale. Anche la marina militare degli Stati Uniti d'America e le forze militari di altri paesi lo hanno utilizzato in piccoli numeri. L'aereo era stato originariamente progettato nel 1950 dalla Stinson Aircraft Company, successivamente acquisita dalla Piper Aircraft che ha prodotto l'Apache e una versione più potente, l'Aztec, negli Stati Uniti dal 1950 al 1980.

## Storia del progetto
Il PA-23 è stato il primo aereo bimotore realizzato dalla Piper, sviluppato da un progetto indicato come "Twin Stinson", solo proposto, ereditato quando l'azienda ha acquistato la divisione Stinson della Consolidated Vultee Aircraft Corporation (Convair). Il velivolo era un quadriposto monoplano ad ala bassa, realizzato interamente in metallo, con un'impennaggio bideriva, spinto da una coppia di motori Lycoming O-290-D, dei 4 cilindri contrapposti raffreddati ad aria, da 125 hp (93 kW) ciascuno. In questa configurazione, il prototipo volò per la prima volta il 2 marzo 1952. Le successive prove di volo rivelarono che il PA-23 era affetto da problemi di controllo del volo, ai quali si ovviò riprogettando l'impennaggio, adottandone uno monoderiva, costruendo la parte posteriore della fusoliera interamente in metallo e ricorrendo a propulsori dalla stessa architettura ma dalla maggiore potenza, dei Lycoming O-320-A da 150 hp (112 kW).

### Apache

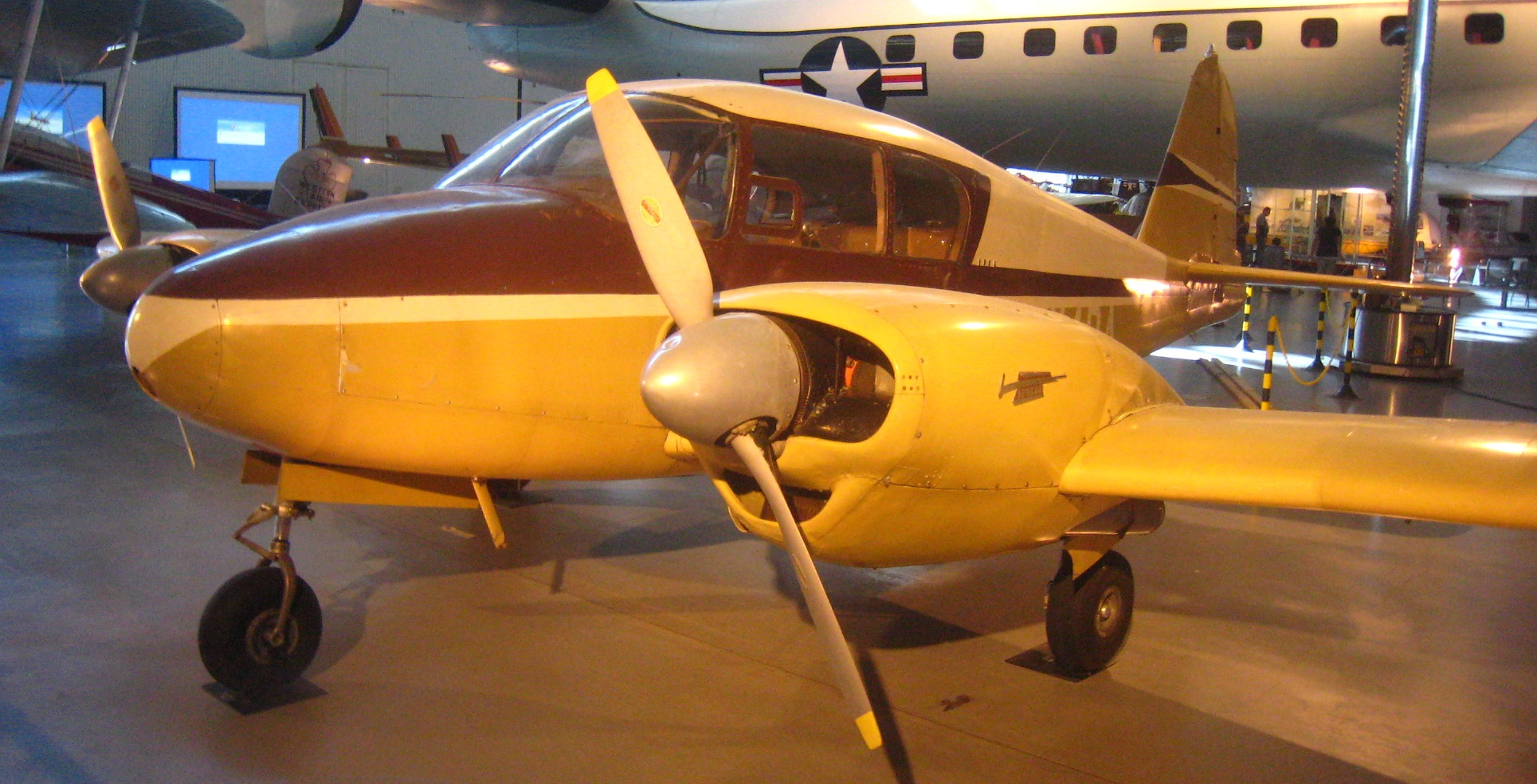
PA-23 Apache esposto al National Air and Space Museum.

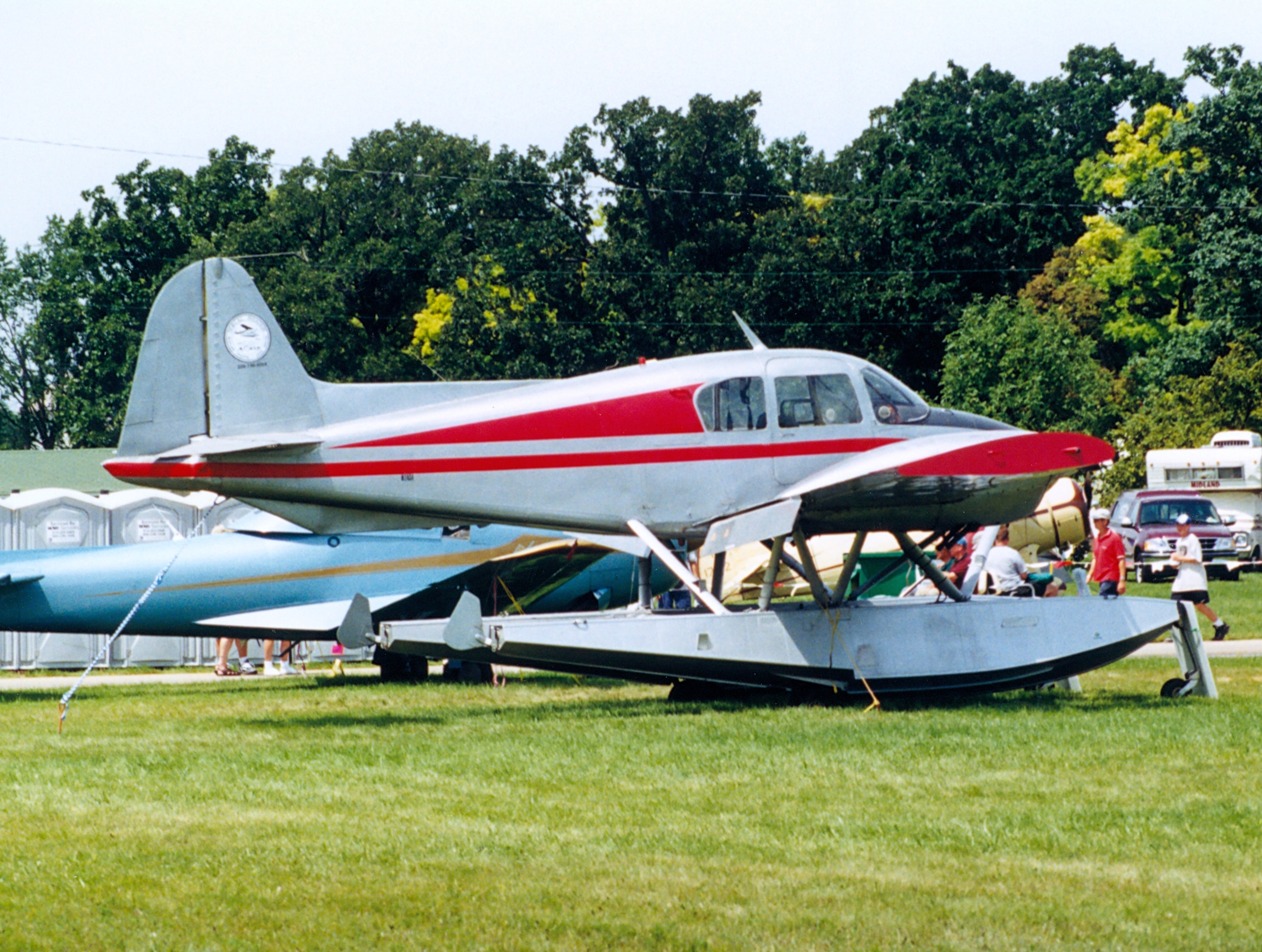
Apache in configurazione anfibia equipaggiato con galleggianti.

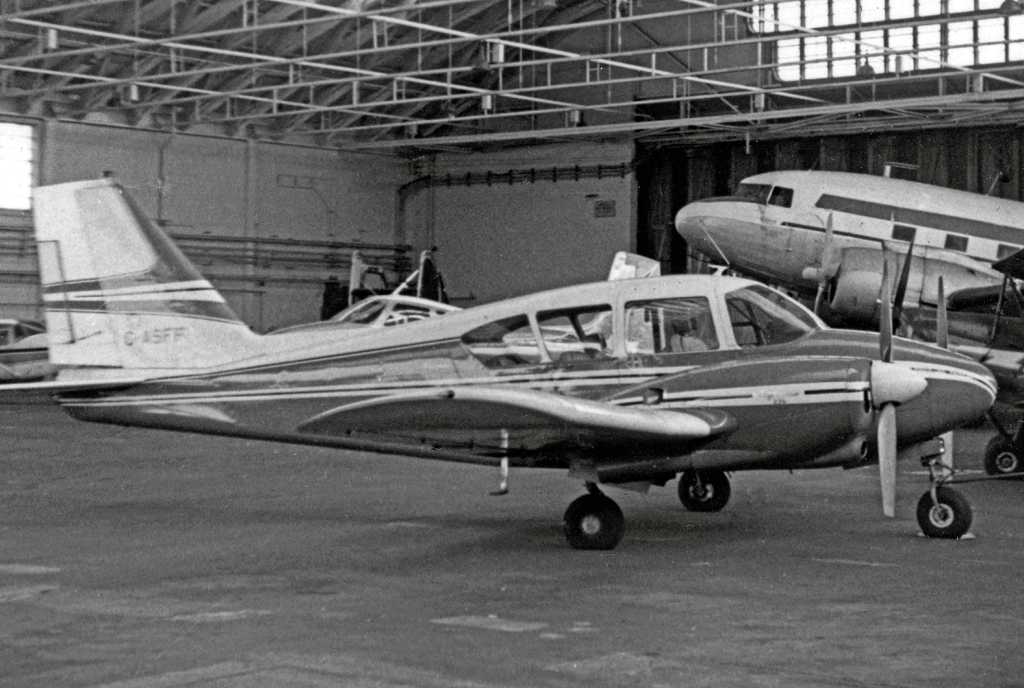
PA-23 Apache 235 con timone e deriva in stile Aztec.

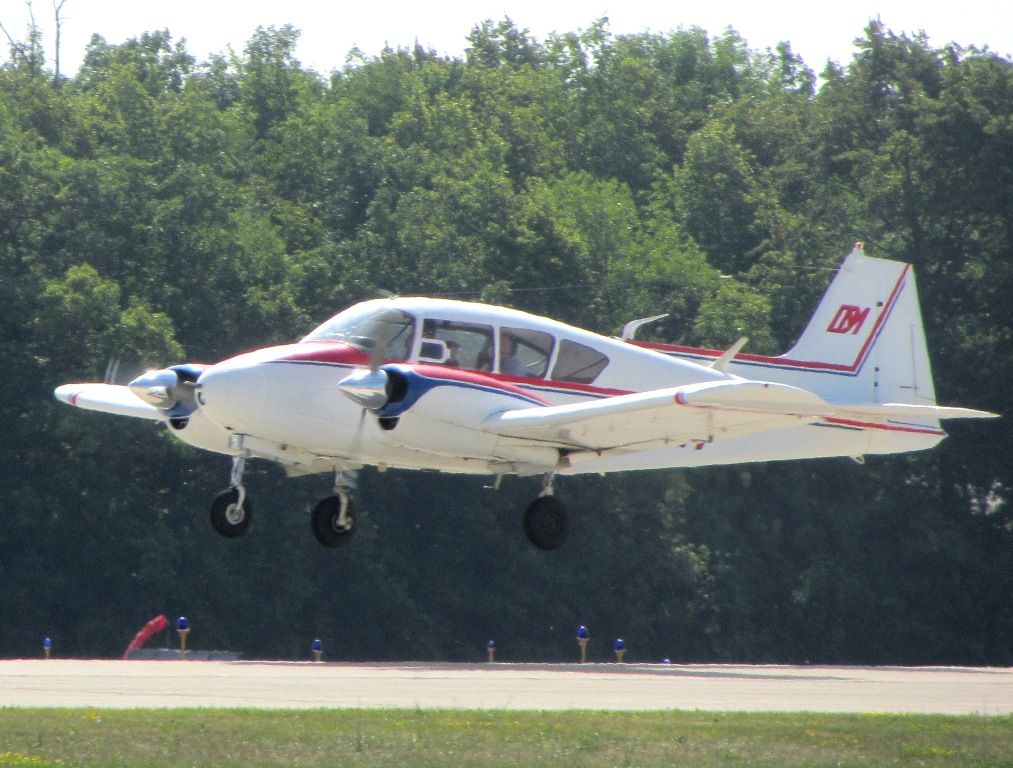
Un Apache in variante Geronimo dotato di impennaggio modificato.

(Codice ICAO: PA23)
Due nuovi prototipi del velivolo riprogettato, ora chiamato Apache, furono costruiti nel 1953 entrando in produzione nel 1954, realizzati in questa configurazione in 1 231 esemplari. Nel 1958 fu introdotto l'Apache 160, spinto da una coppia di motori aggiornati da 160 hp (119 kW), in questa nuova configurazione realizzato in 816 esemplari. Questa versione fu sostituita nel 1962 dall'Apache 235, che introduceva elementi già utilizzati dalla variante Aztec. Venduto a un prezzo di listino, nel 1962, pari a $ 45 000, l'Apache 235 era spinto dai motori da 235 hp (175 kW) che equipaggiavano l'Aztec e superfici dell'impennaggio a freccia (realizzato in 119 esemplari).

### Aztec

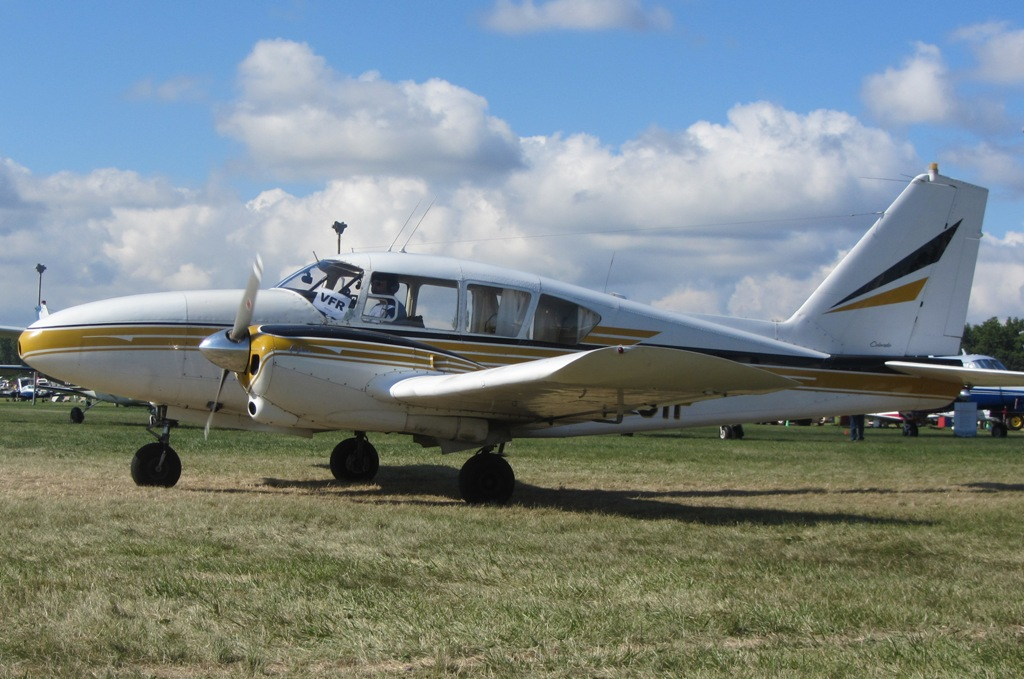
PA-23-250 del 1960

(Codice ICAO: PA27)

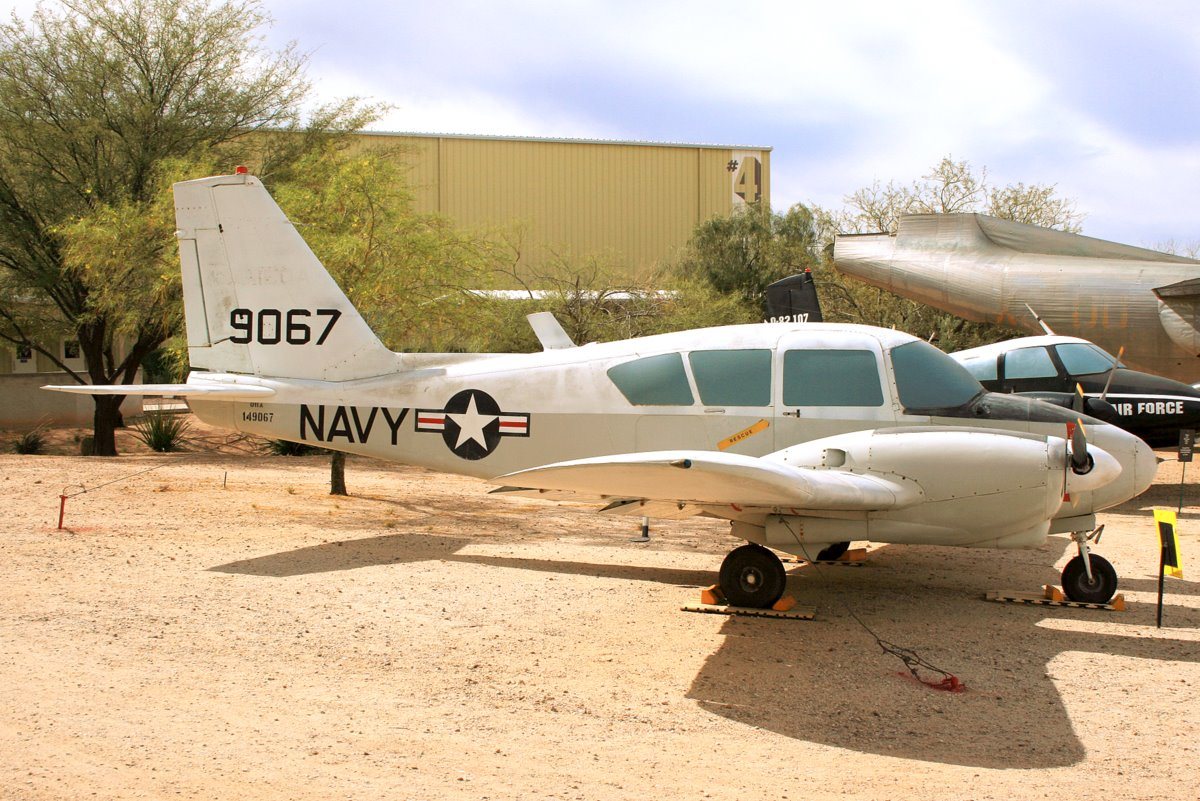
Un U-11A ex-United States Navy in esposizione al Pima Air & Space Museum.

Lo stesso anno, la Piper introdusse un modello aggiornato, motorizzato con una coppia di Lycoming O-540 a 6 cilindri da 250 hp (186 kW) e dotato dell'elemento verticale dell'impennaggio del PA-23-250, indicato come Aztec. I primi modelli furono realizzati in una configurazione a cinque posti nel 1959. Nel 1961 entrò in produzione una variante dal naso più lungo, la Aztec B. In seguito il modello fu equipaggiato con motori IO-540 dotati di impianto di iniezione diretta e compartimento passeggeri con capacità aumentata a sei posti, in questa configurazione rimasto in produzione fino al 1982. A questa si affiancarono versioni con motori sovralimentati con turbocompressore, che potevano volare a quote più elevate.
La United States Navy, la marina militare statunitense, acquistò 20 Aztec per equipaggiare i suoi reparti di volo, che in base alle convezioni di denominazione allora in vigore adottarono la designazione UO-1, poi cambiata in U-11A quando le designazioni unificate furono adottate nel 1962.
Nel 1974 la Piper realizzò una variante sperimentale, indicata come PA-41P Pressurized Aztec. Questa ebbe, tuttavia, vita breve, poiché le caratteristiche che avevano reso l'Aztec un prodotto particolarmente gradito alla clientela, come i suoi interni spaziosi e la capacità di trasportare grandi carichi, non si prestavano bene a integrare la tecnologia richiesta, quindi parte dello spazio interno riservato all'impianto di compressione e gestione della pressione interna, per un aereo a cabina pressurizzata. Il progetto venne così annullato, e l'unico esemplare realizzato, marche N9941P, venne donato alla Mississippi State University e qui utilizzato in test di volo a scopi didattici. Nel 2000 l'N9941P fu donato al Piper Aviation Museum di Lock Haven, in Pennsylvania, a condizione che non volasse più, ed è da allora tra i velivoli in esposizione ai visitatori del museo.

## Varianti

### Apache
PA-23 Twin-Stinson
designazione originale del Piper PA-23 Apache.
PA-23 Apache
prima versione di produzione in serie, realizzata in 2 047 esemplari (incluse le varianti Apache E, G e H).
PA-23-150 Apache B
variante del 1955 dotata di modifiche minori.
PA-23-150 Apache C
variante del 1956 dotata di modifiche minori.
PA-23-150 Apache D
variante del 1957 dotata di modifiche minori.
PA-23-160 Apache E
PA-23 motorizzato con una coppia di motori Lycoming O-320-B da 160 hp (119 kW).
PA-23-160 Apache G
PA-23 con cabina interna più lunga e finestrino aggiuntivo.
PA-23-160 Apache H
Apache G motorizzato O-320-B2B e con modifiche minori.
PA-23-235 Apache 235
Apache con scompartimento passeggeri a 5 posti e motori O-540 da 235 hp (175 kW), realizzata in 118 esemplari.
PA-23-250 Aztec
Apache G con modifiche alla parte posteriore della fusoliera, impennaggio modificato con nuovo elemento verticale, sia deriva che timone, e motori Lycoming O-540-A1D  da 250 hp (186 kW), realizzata in 4 811 esemplari (incluse le sottovarianti)
Seguin Geronimo
Apache con una serie di modifiche ai motori, al naso e alla coda.

### Aztec
PA-23-250 Aztec B
1962-1964. Aztec con naso più lungo per un vano bagagli; sei posti, nuovo quadro strumenti e modifiche ai sistemi.
PA-23-250 Aztec C and Aztec C Turbo
1964-1968. Aztec B con motori IO-540-C4B5 o, in opzione, TIO-540-C1A sovralimentati con turbocompressore, modifiche anche alle gondole motore e al carrello d'atterraggio.
PA-23-250 Aztec D e Aztec D Turbo
1969-1970. Aztec C con quadro strumenti e comandi revisionati.
PA-23-250 Aztec E e Aztec E Turbo
1971-1975. Aztec D con naso più appuntito e parabrezza monopezzo.
PA-23-250 Aztec F e Aztec F Turbo
1976-1981. Aztec E con sistemi migliorati, estremità alari arrotondate ed estensioni della punta del piano di coda.
U-11A
designazione United States Navy, in precedenza indicata come UO-1.
UO-1
designazione United States Navy per il PA-23-250 Aztec con equipaggiamento addizionale; 20 esemplari consegnati, successivamente ridesignati U-11A.
PA-41P Pressurized Aztec
prototipo, variante con cabina pressurizzata, realizzato in un esemplare.

## Utilizzatori

### Civili
Italia
- Aviomar

2 PA-23-250T consegnati.

### Militari
Argentina
 Bolivia
 Brasile
 Camerun
 Colombia
 Costa Rica
 El Salvador
 Honduras
 Madagascar
- Aeronautica militare del Madagascar

1 PA-23-250 consegnato.
 Messico
 Nicaragua
- Fuerza Aérea de Nicaragua

 Paraguay
- Fuerza Aérea Paraguaya
  - Grupo Aéreo de Transporte Especial/GATE

 Papua Nuova Guinea
- Air Operations Element, Papua New Guinea Defence Force

dismesso.
 Spagna
- Ejército del Aire
  - Escuadrón 912
  - Escuadrilla de Enlace 905

 Stati Uniti
- United States Navy

 Uganda
 Venezuela
 Uruguay
- Fuerza Aérea Uruguaya